# Francesco Tagliamonte
Francesco Tagliamonte (Acerra, 17 maggio 1927 – Napoli, 2 febbraio 1998) è stato un politico italiano.

## Biografia
Nato ad Acerra, fu eletto senatore della Repubblica Italiana nella X Legislatura nelle file della Democrazia Cristiana nel 1987.
Per molti anni, prima di approdare in parlamento, operò come funzionario presso la Comunità Economica Europea a Bruxelles. Poi come dirigente presso la Cassa del Mezzogiorno. Fu eletto anche consigliere regionale della Campania nella prima legislatura, nel 1970, quando divennero effettive le regioni italiane.
In gioventù ebbe anche una parentesi come giornalista nella tv di Stato RAI e dello Osservatore Romano, per molti anni scrisse sul quotidiano La Gazzetta del Mezzogiorno. Per alcuni mesi fu eletto sindaco di Napoli, nel 1993, prima dell'avvento dell'era Bassolino.
Negli ultimi anni della sua vita, fu di nuovo candidato al Senato in Campania ma non fu riconfermato.
È sepolto nella cappella di famiglia nel cimitero (nuovo) di Acerra. Nel 2008, nell'anniversario dei dieci anni dalla scomparsa, l'amministrazione comunale della città di Acerra gli ha dedicato una strada.

## Pubblicazioni
- Francesco Tagliamonte "Questo è il Mercato Comune", Bologna, Universale Cappelli, 1959
- Francesco Tagliamonte "Questo è il Mercato Comune", edizione ampliata, Bologna, Universale Cappelli, 1962
- Francesco Tagliamonte "Esto es el mercado comùn", Madrid, ed. Plaza & Janés, 1962
- Francesco Tagliamonte "Europa Oggi", Bologna, Universale Cappelli, 1966
- Francesco Tagliamonte "Un'occasione per l'Europa", Bologna, Universale Cappelli, 1974